# Dendrobium aprinum
Dendrobium aprinum är en orkidéart som beskrevs av Johannes Jacobus Smith. Dendrobium aprinum ingår i släktet Dendrobium, och familjen orkidéer. Inga underarter finns listade i Catalogue of Life.